# Aigars Štokenbergs
Aigars Štokenbergs est un homme politique letton. Il faisait partie du Parti populaire (TP) avant d'être renvoyé par le conseil le 19 octobre 2007. 
Il est ministre du Développement régional et des Affaires locales mais est invité à démissionner à la suite de son expulsion du parti. II dirige ensuite le parti de Société pour une autre politique (SCP), de 2008 à 2011, devenant cette année-là vice-président du parti Unité.
Il est ministre de la Justice du 3 novembre 2010 au 25 octobre 2011, dans le gouvernement Dombrovskis II, et exerce par intérim les fonctions de ministre de l'Intérieur à partir du 6 juin 2011.